# Concilio di Acri

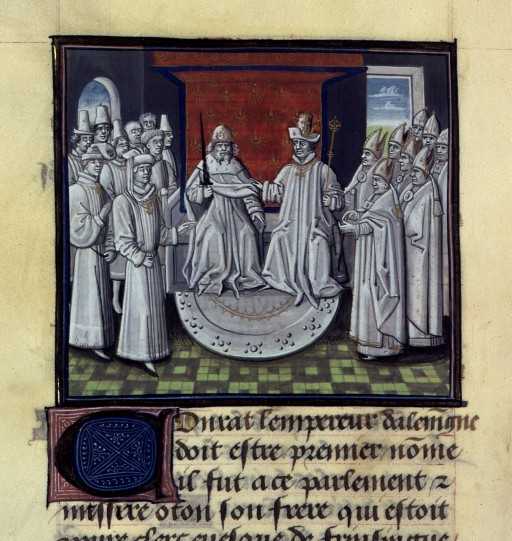
Concilio di Acri (1148).
Guglielmo di Tiro, Historia
Miniatura del XV secolo.

Il concilio di Acri si tenne il 24 giugno 1148 a Palmarea, vicino a San Giovanni d'Acri, per decidere il migliore obiettivo per la seconda crociata.
L'Alta corte si riunì con alti esponenti di Francia e Germania, al cospetto del re di Gerusalemme; fu la più ampia assemblea di nobili nella storia di Gerusalemme.
La seconda crociata era stata proclamata per riconquistare Edessa, ma a Gerusalemme re Baldovino III e i cavalieri templari miravano a Damasco.
Anche Corrado e Luigi erano persuasi della necessità di attaccare Damasco, sebbene molti dei nobili di Gerusalemme considerassero folle un tale piano, visto che la dinastia buride di Damasco, per quanto musulmana, era alleata coi crociati e fortemente intenzionata a fronteggiare la minaccia rappresentata dalla dinastia zengide.

## Scenario
La seconda crociata era stata proclamata dopo la caduta di Edessa in mano a Zangi nel 1144. 

Nel 1147, eserciti condotti da Corrado III di Germania e Luigi VII di Francia iniziarono separatamente il loro viaggio verso est; dopo essere passato per Costantinopoli, Corrado subì una pesante sconfitta in Anatolia, e si ritirò per incontrare Luigi a Nicea. 

Corrado passò poi l'inverno a Costantinopoli mentre Luigi continuò a sud verso la costa del Mediterraneo, tormentato dai turchi lungo la strada, ed infine si imbarcò per il Antiochia che allora era governato da Raimondo di Poitiers, zio di Eleonora d'Aquitania, moglie di Luigi.
Corrado arrivò ad Acri in aprile, e Luigi mosse a sud da Antiochia.
La nobiltà di Gerusalemme accolse con favore l'arrivo di truppe dall'Europa, e fu annunciato che si sarebbe tenuto un concilio ad Acri; come scrisse Guglielmo di Tiro, "insieme con i nobili del regno che possedevano un'accurata conoscenza delle cose e dei luoghi, essi si immersero in una attenta valutazione di quale piano sarebbe stato più vantaggioso."

## Obiettivo dei crociati

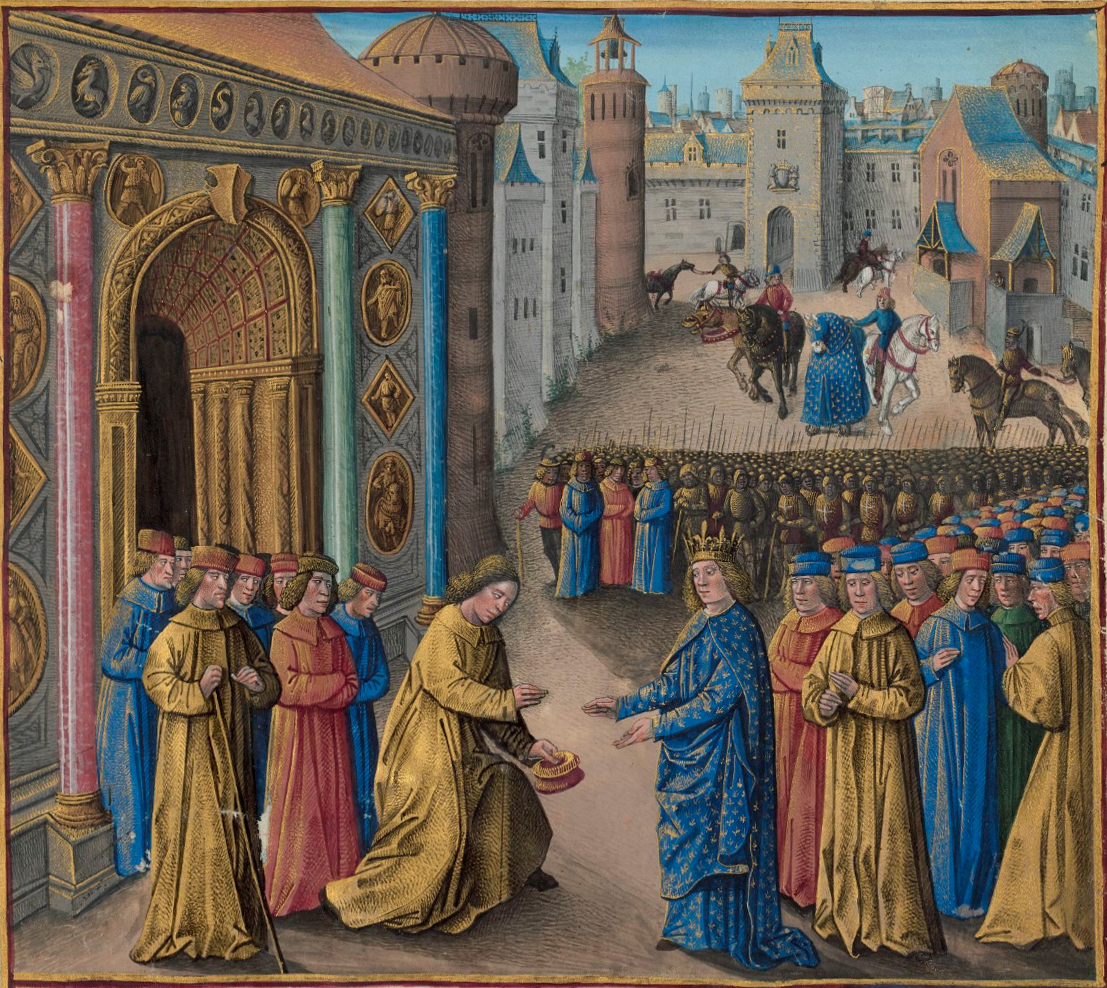
Raimondo di Poitiers accoglie Luigi VII in Antiochia.

I crociati potevano scegliere il loro obiettivo tra diverse possibilità.
Nella Siria settentrionale Edessa era saldamente in mano a Nur al-Din, il successore di Zengi, mentre il suo conte Joscelin II era in prigionia e non vi era alcuna speranza di recuperare lui o la città, così la questione che aveva causato l'originale proclamazione della crociata, apparentemente non fu neppure discussa.
Ad Antiochia, Raimondo di Poitiers aveva tentato di convincere Luigi ad attaccare Aleppo, la capitale di Nur al-Din e maggiore minaccia per Antiochia, ma Raimondo e Luigi avevano litigato (in parte a causa di voci su una relazione incestuosa tra Eleonora ed il principe) e Raimondo non era presente al Concilio.
Di un attacco ad Aleppo avrebbe beneficiato anche la contea di Tripoli ma il suo rappresentante fu avvelenato mentre si recava al Concilio. Si trattava di Alfonso Giordano, conte di Tolosa che aveva contestato il governo del cugino Raimondo II di Tripoli che fu implicato nel suo assassinio.
Il trattato bizantino-antiocheno del 1137, che ribadiva i diritti legittimi dell'Imperatore bizantino di recuperare le terre conquistate dagli eserciti crociati, contribuiva a dissuadere molti dal condurre azioni militari a settentrione.
Per coincidenza i crociati arrivarono in Gerusalemme durante una crisi politica: re Baldovino III aveva governato congiuntamente alla madre Melisenda sin dalla morte del re Folco di Gerusalemme, nel 1143, quando Baldovino aveva solo 13 anni; ma ora Baldovino di anni ne aveva 18 e desiderava affermare la sua autorità.

Questo aveva portato a uno scontro e re Baldovino III era impelagato in una disputa con sua madre a proposito del territorio di Nablus ed era quindi riluttante a condurre una campagna militare a nord.
In ogni caso Corrado e Luigi non erano interessati alle questioni del nord della Siria; per entrambi il pellegrinaggio a Gerusalemme era parte integrante del voto di crociato, e la difesa di Gerusalemme aveva priorità massima.
Nel sud, le più immediate minacce a Gerusalemme provenivano da Ascalona e Damasco.
L'opzione di Ascalona non era gradita a Baldovino, dal momento che suo fratello Amalrico, che appoggiava la loro madre, era già Conte di Ascalona che quindi sarebbe stata aggiunta ai suoi territori.

Inoltre Ascalona era controllata da un certo numero di castelli costruiti durante il regno di Folco e non era un pericolo immediato.
La cattura di Damasco, d'altro canto, avrebbe beneficiato Baldovino, pur trattandosi in qualche modo di un alleato di Gerusalemme, anche Nur al-Din voleva impadronirsene, e conquistarla avrebbe contribuito a limitare il potere dell'emiro.
Zengi aveva già assediato Damasco nel 1140, e Mu'in al-Din Unur (Önör), un turco mamelucco che agiva in veste di vizir del giovane Mujir al-Din Abaq, aveva negoziato un'alleanza con Gerusalemme attraverso i buoni uffici del noto storico e cronista Usama ibn Munqidh.
La scelta di Damasco piaceva a Corrado e Luigi, che avevano interesse nel conquistare una città che, a differenza di Ascalona, era stata importante per la storia della Cristianità.
Ciò trovava eco nel generale desiderio di tutta la nobiltà gerosolimitana di liberarsi dalla minaccia rappresentata dalla crescente influenza zengide a Damasco, la cui rilevanza strategica era tale che, se la città siriana fosse caduta (come effettivamente accadde nel 1154) il suo conquistatore musulmano avrebbe potuto condurre una campagna militare direttamente nel cuore Gerusalemme.
Malgrado ciò, un attacco contro un territorio ancora neutrale (Damasco), a esclusivo beneficio di Gerusalemme, avrebbe compromesso la sicurezza degli Stati crociati settentrionali (Edessa e Tripoli), e in particolare avrebbe rafforzato la dinastia zengide nelle aree intorno ad Aleppo e, dal 1144, intorno a Edessa. 

La stessa Antiochia, più vicina ad Aleppo di quanto lo fosse Damasco a Gerusalemme, sarebbe automaticamente diventata più vulnerabile.
Corrado, Luigi e Baldovino tuttavia insistettero sostenendo il loro punto di vista: Damasco era una città santa per la Cristianità, come Gerusalemme e Antiochia, e la sua conquista avrebbe rappresentato un importantissimo punto a favore dei Crociati agli occhi dei cristiani europei.
Fu pertanto stabilito che i crociati avrebbero mosso contro Damasco. 

Guglielmo di Tiro sorvola su queste discussioni, dicendo solo che "varie opinioni di diverse fazioni furono espresse presentando argomenti pro e contro, come di consueto in questioni di tale importanza.

Alla fine tutti concordarono che, date le circostanze, la cosa migliore era assediare Damasco, una città che costituiva una grande minaccia per noi."

## Conseguenze del Concilio

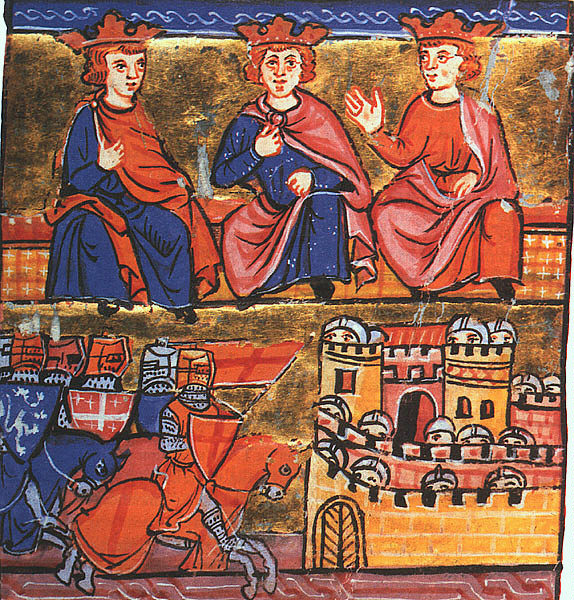
Corrado III, Luigi VII e Baldovino III al Concilio d'd'Acri.

Quali che fossero le ragioni per assediare Damasco, il risultato fu disastroso per i crociati.
In luglio i loro eserciti si radunarono a Tiberiade e marciarono alla volta di Damasco, aggirando il Mar di Galilea passando per Banyas.

Le forze alleate, in tutto circa 50.000 soldati, assediarono la città, ma la campagna fu un terribile errore e fallì dopo solo quattro giorni. 

I crociati si incolparono a vicenda e ci furono voci di tradimento.
Corrado e Luigi languirono in Gerusalemme per qualche tempo, senza concludere nulla, prima di tornare in Europa.
Proprio come si era temuto, Nur al-Din colse l'opportunità di imporre il suo potere su Damasco (che gli si consegnò senza alcuna resistenza), e già nel 1154 aveva il controllo della città.
Il dibattito storico generale sembra ora propendere a considerare la scelta di attaccare Damasco come difficilmente evitabile.

Storici come Martin Hoch ritengono che la decisione fu la logica conseguenza del cambiamento della politica di Damasco, che si stava allineando con la dinastia Zengide, anche se su tale avvicinamento mancano finora fonti islamiche che possano suffragare tale ipotesi.

Per prevenire ciò re Baldovino III lanciò la campagna con il solo obiettivo di conquistare la città e questo contribuì a compromettere le relazioni della dinastia buride con il Regno di Gerusalemme.

## Partecipanti
Guglielmo di Tiro elenca numerosi partecipanti al Concilio.
Tra i tedeschi e gli altri alleati del Sacro Romano Impero vi erano:
- Corrado III di Germania
- Ottone, vescovo di Frisinga
- Stefano di Bar, Vescovo di Metz
- Enrico I di Lotaringia, Vescovo di Toul
- Teodevino, Vescovo di Porto, legato pontificio
- Enrico II Jasomirgott, Duca di Baviera e Margravio d'Austria
- Guelfo I di Toscana
- Federico III, Duca di Svevia
- Ermanno III di Baden
- Bertoldo III di Andechs
- Guglielmo V Marchese del Monferrato
- Guido, Conte di Biandrate

C'erano anche "altri eminenti uomini d'alto rango, i cui nomi non ricordiamo."
Ottone di Frisinga avrebbe più tardi scritte le Gesta Friderici, una storia del Sacro Romano Imperatore Federico Barbarossa, che presenziò al Concilio quando era ancora solo Duca di Svevia. 

Egli elenca Corrado, Enrico di Baviera, Guelfo e Federico, come pure Ortlieb, Vescovo di Basilea ed Arnold di Wied, cancelliere di Corrado, "ed altri conti ed uomini illustri e nobili"; tuttavia, egli sorvola completamente sul Concilio e sull'assedio dicendo "quale risultato ed esito ebbe questa spedizione a Damasco deve essere raccontato altrove, e possibilmente da altri."

Tra i francesi parteciparono:
- Luigi VII di Francia

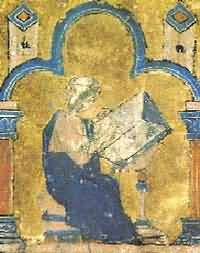
L’opera di Guglielmo di Tiro riporta molti dettagli sul Concilio di Acri.

- Godefroy de la Rochetaillée, Vescovo di Langres
- Arnulf, Vescovo di Lisieux
- Guido Bellagi, Cardinale di San Crisogono, legato pontificio
- Roberto I di Dreux
- Enrico I Conte di Champagne
- Teodorico I Conte delle Fiandre
- Ivo de Nesle

"Molti altri importanti nobili d'alto rango furono inoltre presenti...ma poiché  sarebbe troppo lungo ricordarli qui, i loro nomi sono intenzionalmente omessi."
Tra i partecipanti provenienti dal Regno di Gerusalemme vi erano:
- Baldovino III di Gerusalemme
- Melisenda di Gerusalemme
- Fulcherio Patriarca di Gerusalemme
- Baldovino, Arcivescovo di Cesarea
- Roberto, Arcivescovo di Nazaret
- Rorgo, Vescovo di Acri
- Bernardo, Vescovo di Sidone
- Guglielmo, Vescovo di Beirut
- Adamo, Vescovo di Banyas
- Geraldo, Vescovo di Betlemme
- Robert de Craon, Gran maestro dell'Ordine del Tempio
- Raymond du Puy de Provence, Gran Maestro dei Cavalieri Ospitalieri
- Manasse di Hierges
- Philippe de Nablus
- Elinardo di Tiberiade
- Gerardo de Grenier
- Gualtiero di Caesarea
- Pagano il Coppiere
- Barisano di Ibelin
- Umfredo II di Toron
- Guido di Beirut

"...e molti altri."